# Lanteglos-by-Fowey
Lanteglos-by-Fowey est une paroisse civile des Cornouailles, en Angleterre.